# فريدريش الأول ناخب بالاتينات

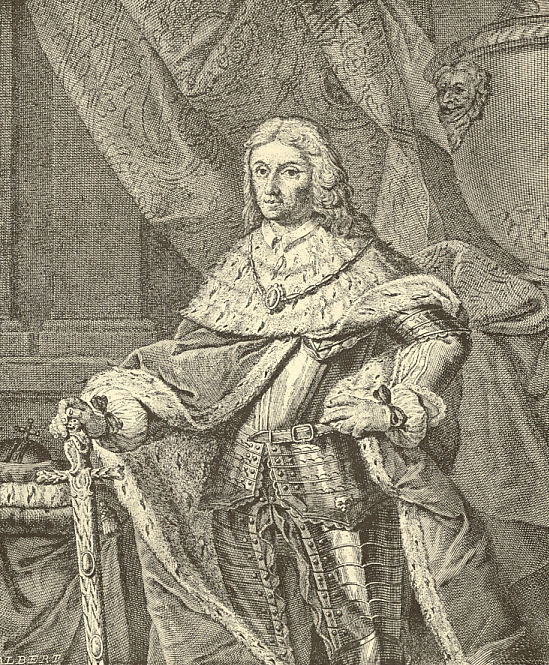
Federico I in un ritratto postumo

فريدريش الأول كونت بالاتينات الراين (بالألمانية: Friedrich I. von der Pfalz)‏ (1 أغسطس 1425، هايدلبيرغ - 12 ديسمبر 1476، هايدلبيرغ)، ناخب بالاتينات من آل فيتلسباخ بين عامي 1451 - 1476.
ابن لودفيش الثالث ناخب بالاتينات من زوجته الثانية ماتيلدا سافويا. جداه من ناحية الأم كانا أماديوس أمير أكايا وزوجته كاترينا من جنيف.
حكم بالاتينات بعد وفاة شقيقه لودفيش الرابع كوصي على ابن اخيه فيليب ناخب بالاتينات. رغم أن هذا تم ضد رغبة الامبراطور فريدريك الثالث فإنه لم ينجح في إقصاء فريدريك الماهر استراتيجيا والمتحالف مع لودفيش التاسع دوق بافاريا.
فريدريك كان ناجحا أيضا ضد المعارضين الأخرى ن مثل الإمبراطور أتباع ألبريشت الثالث ناخب براندنبورغ وديتر فون إزنبورغ أسقف ماينتس، ووسع أراضيه بمعركة زيكنهايم (1462) خلال حرب ماينتس 1461-1463 ونجح فريدريك في أسر خصومه الأسقف جورج من متس، كارل الأول مارغريف بادن بادن وأولريش الخامس كونت فورتمبيرغ.
في عام 1472، تزوج فريدريك من عشيقته منذ زمن طويل كلارا دت. وكانت من العامة، لهذا اعتبر زواجا غير متكافئ. وأثمر ولدين :
- فريدريش فون فيتلسباخ (1461—1474).
- لودفيش الأول كونت لوفنشتاين.